# Apple Watch Series 5
Apple Watch Series 5是蘋果公司推出的第五代Apple Watch智慧手錶，在2019年9月11日的Apple Special Event上发布，增强了CPU和使用了一个可以常亮的屏幕。因为新增加的常亮屏幕，媒体对这款手表的评价大多是正面的，但批评它与上一款手表相比几乎没有什么改进。

## 简介
Apple Watch Series 5拥有一个的可以常亮的屏幕，使用了极低功耗的LTPO OLED材料，屏幕刷新率可以低至1赫兹。上一代Apple Watch Series 4的屏幕并不可以常亮。
Apple Watch Series 5还拥有紧急呼叫功能、更节能的S5处理器、改进的环境光传感器、存储空间增加至32GB以及新增了磁强计，可实现指南针功能。还推出了的Edition系列，使用陶瓷和钛金属外壳。

## 评价
大多数媒体对这款手表的评价大多是正面的。CNET给出了4/5的评分，并总结道:“Apple Watch仍然是最好的智能手表之一，但目前它仍局限于作为iPhone配件。”Digital Trends给出了4.5/5的评分。The Verge给出了9/10的评分。